# Hemijska teorija grafova
Hemijska teorija grafova je topološka grana matematičke hemije koja primenjuje teoriju grafova na matematičko modelovanje hemijskih fenomena.
Pioniri hemijske teorije grafova su Aleksandru Balaban, Ivan Gutman, Haruo Hosoja, Milan Randić i Nenad Trinajstić. Po jednom izveštaju is 1988. nekoliko stotina istraživača je u to vreme radilo u ovoj oblasti proizvodeći oko 500 članaka godišnje. Brojni monografije su napisana, uključujući Trinajšićevu dvotomnu Hemijsku teoriju grafova, koja sumira stanje ovog polja do sredine 1980-tih.
Osobine hemijskih grafova, i.e., teoretske reprezentacije molekula grafovima, proizvode važan uvid u hemijske fenomene. Jedna varijanta teorije je reprezentacija materijala u obliku beskonačnih Euklidovih grafova, posebno kristala putem periodičnih grafova.